# Bárna
Bárna là một thị trấn thuộc hạt Nógrád, Hungary. Thị trấn này có diện tích 15,39 km², dân số năm 2010 là 1122 người, mật độ 73 người/km².